# Blood (album Vadera)
Blood – czwarty minialbum deathmetalowej grupy muzycznej Vader, wydany w 2003 roku przez Metal Blade Records (świat) oraz Metal Mind Productions (Polska). W Stanach Zjednoczonych płyta ukazała się wraz z minialbumem Reign Forever World na jednej płycie CD.
Utwory 1-2 nagrano i zmiksowano w RG Studio w Gdańsku w czerwcu 2003 roku, mastering wykonał Michał Mielnik tamże. Utwory 3-7 zostały nagrane i zmiksowane w Red Studio Gdańsk na przełomie lutego i marca 2002 roku. Natomiast mastering wykonał Bartek Kuzniak w Studio 333 w Częstochowie. Płyta dotarła do 44. miejsca listy OLiS w Polsce.

## Lista utworów
Opracowano na podstawie materiału źródłowego.
| Nr | Tytuł utworu                        | Słowa                       | Muzyka                      | Długość |
| -- | ----------------------------------- | --------------------------- | --------------------------- | ------- |
| 1. | „Shape-Shifting”                    | Paweł Frelik                | Piotr Wiwczarek             | 04:49   |
| 2. | „We Wait”                           | Paweł Frelik                | Piotr Wiwczarek             | 03:54   |
| 3. | „Son of Fire”                       | Piotr Wiwczarek             | Piotr Wiwczarek             | 02:09   |
| 4. | „As the Fallen Rise”                | Piotr Wiwczarek             | Piotr Wiwczarek             | 02:12   |
| 5. | „Traveler”                          | Łukasz Szurmiński           | Piotr Wiwczarek             | 02:06   |
| 6. | „When Darkness Calls”               | Łukasz Szurmiński           | Piotr Wiwczarek             | 05:17   |
| 7. | „Angel of Death (cover Thin Lizzy)” | Phil Lynott, Darren Wharton | Phil Lynott, Darren Wharton | 06:29   |
|    |                                     |                             |                             | 26:56   |

| Utwór dodatkowy - edycja japońska | Utwór dodatkowy - edycja japońska     | Utwór dodatkowy - edycja japońska | Utwór dodatkowy - edycja japońska | Utwór dodatkowy - edycja japońska |
| Nr                                | Tytuł utworu                          | Słowa                             | Muzyka                            | Długość                           |
| --------------------------------- | ------------------------------------- | --------------------------------- | --------------------------------- | --------------------------------- |
| 1.                                | „Immortal Rites (cover Morbid Angel)” | David Vincent                     | Trey Azagthoth, David Vincent     | 3:59                              |

## Twórcy
Opracowano na podstawie materiału źródłowego.
| Zespół Vader w składzie - Piotr „Peter” Wiwczarek – gitara rytmiczna, gitara prowadząca, gitara basowa, wokal, produkcja, słowa - Maurycy „Mauser” Stefanowicz – gitara prowadząca - Krzysztof „Docent” Raczkowski – perkusja - Marcin „Novy” Nowak – gitara basowa[A] Notatki - A^ Wymieniony na płycie, nie brał udziału w nagraniach. |  | Dodatkowi muzycy - Jerzy „U.reck” Głód – instrumenty klawiszowe (utwór „Angel Of Death”) - Jacek Hiro – gitara solowa (utwór „Angel Of Death”) Produkcja - Piotr Łukaszewski – realizacja - Paweł Frelik – słowa - Łukasz Szurmiński – słowa - Jacek Wiśniewski – projekt okładki i wykonanie |

## Wydania
| Rok  | Nr katalogowy | Format             | Wydawca             | Region  | Źródło |
| ---- | ------------- | ------------------ | ------------------- | ------- | ------ |
| 2003 | 3984-14461-2  | CD, Enh, MiniAlbum | Metal Blade Records | Europa  | [ 8 ]  |
| 2003 | MICP-10398    | CD, EP             | Avalon/Marquee Inc. | Japonia | [ 8 ]  |
| 2003 | FO290CD       | CD, EP             | Фоно                | Rosja   | [ 8 ]  |
| 2003 | MMP CD 0223   | CD, EP             | Metal Mind Records  | Polska  | [ 8 ]  |